# توماس لويس حنا
توماس لويس حنا (بالإنجليزية: Thomas Hanna)‏ هو معلم وكاتب وفيلسوف أمريكي، ولد في 21 نوفمبر 1928 في واكو في الولايات المتحدة، وتوفي في 29 يوليو 1990 في نوفاتو في الولايات المتحدة بسبب حادث مرور.